# Capitol News Company
Capitol News Company, LLC. es un holding privado estadounidense de medios con sede en Arlington (Virginia), que publica el periódico Politico y el sitio web de noticias tecnológicas Protocol. Fue creado por Robert Allbritton, que fue su propietario hasta 2021, cuando vendió el 50% a Axel Springer.
Capitol News Company fue creado en 2009 cuando Politico dejó de formar parte de Allbritton Communications, la antigua compañía de medios de la familia Allbritton, que Robert vendió.